# Свято-Андреевская церковь (Пашуки)
Свято-Андреевская церковь — православный храм в деревне Пашуки Каменецкого района Брестской области.

## История
Расположена на южной окраине деревни. Построена в 1877 году из дерева на месте предыдущего храма по проекту разработанному в 1854 году архитектором В. Поликарповым.

## Архитектура
Памятник архитектуры русско-византийского стиля. К основному кубовидному срубу, завершенному шатром с маковкой на граненом барабане через трапезную присоединена колокольня-притвор, с восточной стороны присоединена прямоугольная апсида с боковыми ризницами. Восьмигранный ярус колокольни завершен шатром с маковкой, вход на ее первом ярусе выделен крыльцом под двускатным козырьком. Горизонтально обшитые стены прорезаны прямоугольными оконными проемами с наличниками.